# Tunavallen
Tunavallen is een stadion in de Zweedse stad Eskilstuna. In het stadion kunnen 7.800 toeschouwers. AFC Eskilstuna speelt er zijn thuiswedstrijden. Deze club komt in 2017 uit in de Allsvenskan, het hoogste Zweedse voetbalniveau.

## WK interland
Het stadion werd gebruikt voor het WK voetbal van 1958. Er werd 1 wedstrijd gespeeld.
| № | Datum        | Wedstrijd            | Uitslag | Competitie | Toeschouwers |
| - | ------------ | -------------------- | ------- | ---------- | ------------ |
| 1 | 15 juni 1958 | Paraguay–Joegoslavië | 3 – 3   | WK 1958    | 12.000       |